# Hato-Lelo
Hato-Lelo ist eine osttimoresische Aldeia im Suco Mau-Ulo (Verwaltungsamt Ainaro, Gemeinde Ainaro). 2015 lebten in der Aldeia 238 Menschen.

## Geographie und Einrichtungen
Die Aldeia Hato-Lelo liegt im Nordosten des Sucos Mau-Ulo. Westlich befindet sich die Aldeia Mau-Ulu-Lau und südwestlich die Aldeia Mau-Ulo-Pú. Im Norden und Osten grenzt Hato-Lelo an den Suco Ainaro, wo auch die Gemeindehauptstadt Ainaro liegt. Die Ostgrenze bildet der Kilelo, ein Quellfluss des Belulik. Pader, der Hauptort der Aldeia liegt im Zentrum an einer Straße, die die Stadt Ainaro mit Mau-Ulo, den Hauptort des Sucos im Südwesten verbindet. Einzelne Häuser befinden sich noch im Süden, wo eine zweite Straße die Aldeia durchquert.
In Pader steht eine Grundschule.